# Глик, Гирш
Гирш Глик (идиш הירש גליק‎ — Хирш Глик; 24 апреля 1922, Вильно — 1944) — еврейский поэт, автор легендарного «Партизанского гимна»; участник группы литераторов «Юнг Вилне».

## Биография
Родился в бедной семье (отец — старьёвщик Велвл Глик, мать — Рохл Глик), вынужден был прекратить учёбу в школе в 1938 году из-за материальных трудностей. Работал приказчиком, затем рабочим на картонажной фабрике. С 1935 года писал на иврите, но перешёл на идиш под влиянием литературной группы «Юнг Вилне» В 1940—1941 годах его стихи печатались в газете «Вилнер эмес» («Виленская правда»), в виленском журнале «Штралн» («Лучи») и каунасском «Найе блетер» («Новые страницы»). С группой сподвижников он основал журнал «Юнгвалд» («Поросль»).
В 1941 году оказался в Вильнюсском гетто. Там он активно участвовал деятельности подполья (Объединённая партизанская организация) и продолжал писать стихи. В 1942 году он написал слова партизанской песни «Штил ди нахт» («Ночь тиха»), посвящённую успешной боевой операции партизан Ицика Мацкевича и Витки Кемпнер, подорвавших немецкий воинский эшелон под Вильнюсом. В гетто же Глик написал свою самую известную песню «Зог нит кейн мол» («Никогда не говори»), который стал гимном Объединённой партизанской организации.
При ликвидации гетто в октябре 1943 года пытался бежать, был схвачен и отправлен в лагерь Готфилд в Эстонии. Летом 1944 года бежал из лагеря и, предположительно, был схвачен и погиб.

## Партизанский гимн

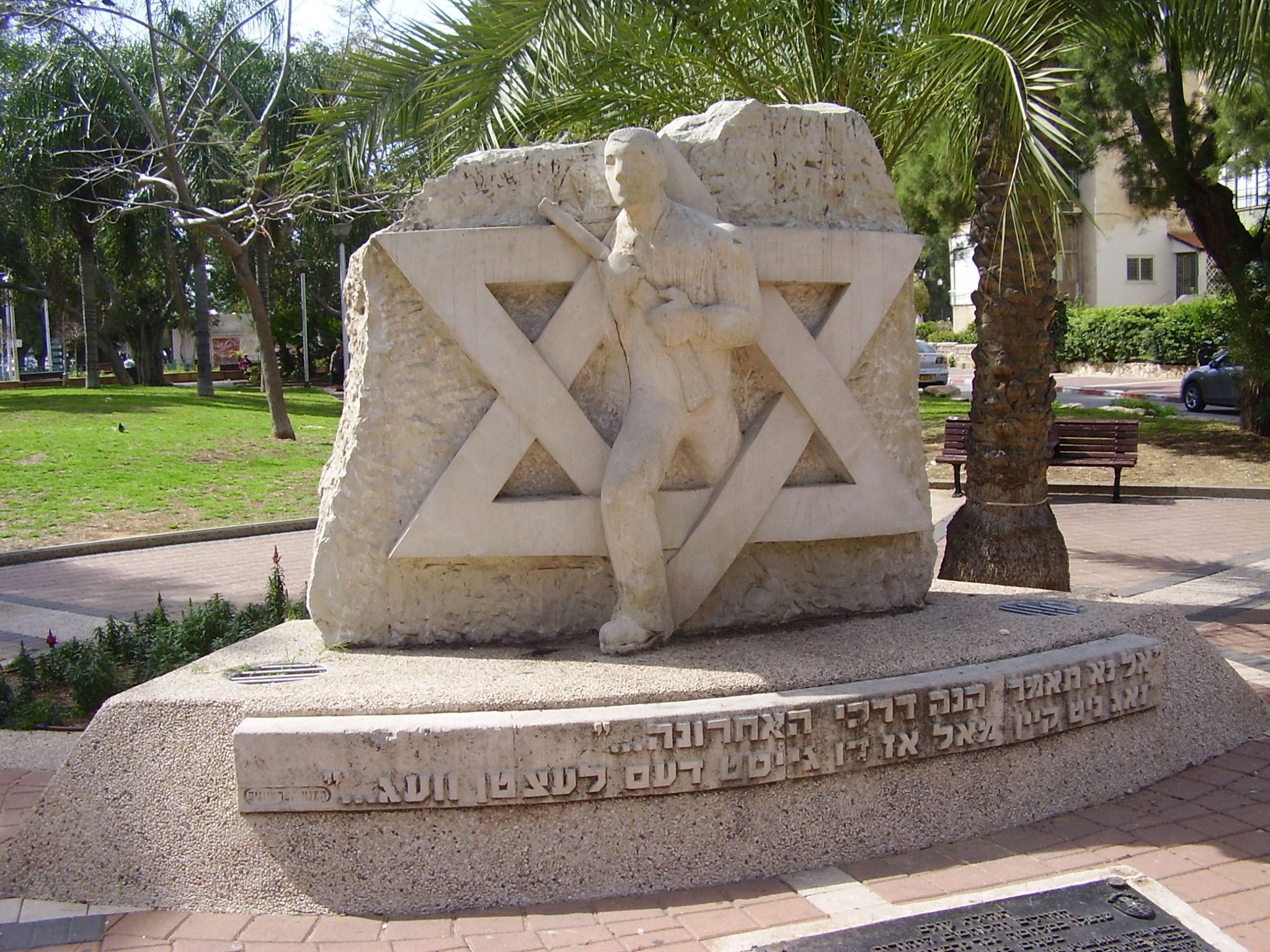
Памятник еврейским партизанам в г. Бат-Ям (Израиль)

Партизанский гимн «Не говори, что ты идёшь в последний путь», «Зог нит кейн мол» (идиш זאָג ניט קיינמאל, אז דו גייסט דעם לעצטן וועג‎), известный также как «Гимн еврейских партизан», был написан в 1942 году на мелодию песни братьев Покрасс «То не тучи — грозовые облака». В СССР гимн еврейских партизан был впервые опубликован в книге А. Суцкевера «Фун Вильнер гетто» («Виленское гетто») издательства «Дер Эмес» в 1946 году. На русском языке гимн был опубликован в «Избранных произведениях» Переца Маркиша в 1960 году. Он был переведён на десятки языков, исполнялся в разных странах. Среди исполнителей гимна был Поль Робсон, который спел его на идише на знаменитом концерте в Москве в 1949 году, в разгар кампании по «борьбе с космополитизмом».
Слова гимна высечены на памятнике еврейским партизанам в Бат-Яме.
Каждый год, отмечая день восстания в Варшавском гетто, хор Войска Польского исполняет его на идиш.